# Florian Merrien
 (août 2023).
Si vous disposez d'ouvrages ou d'articles de référence ou si vous connaissez des sites web de qualité traitant du thème abordé ici, merci de compléter l'article en donnant les références utiles à sa vérifiabilité et en les liant à la section « Notes et références ».
Florian Merrien (né le 21 novembre 1984 à Mont-Saint-Aignan) est un pongiste handisport français.

## Biographie
En fauteuil roulant depuis l’âge de 18 mois à la suite d’un virus dans la moelle épinière, Florian découvre le tennis de table à 10 ans sur les conseils de son kinésithérapeute, lequel lui a proposé plusieurs activités sportives (dont le tennis de table).
Il rejoint alors le club du Tennis de Table Grand Quevilly (Seine-Maritime).
Premier stage Équipe de France à 14 ans, il en devient membre à 18 ans et participe à ses premières compétitions internationales. Il termine au pied du podium des championnats d’Europe à Zagreb (Croatie) en 2003 (quart de finale en simple et 4e par équipe).
En 2005, il remporte sa première médaille d’or aux championnats d’Europe (individuel) avant même de devenir champion de France. En 2006, il devient champion du monde par équipe à Montreux (Suisse). Il confirme son titre de Champion d’Europe (titres en individuel et par équipe en 2007 et 2009).
Il devient en 2008 Champion Paralympique par équipe aux Jeux Paralympiques de Pékin devant 6 000 personnes. En 2010, l’équipe de France est à nouveau championne du monde à Gwangju (Corée du Sud).
En 2012, aux Jeux Paralympiques de Londres, il décroche une médaille de bronze par équipe et cumule plusieurs médailles dans la foulée :
- aux championnats d’Europe 2013 (or par équipe et bronze en individuel) et 2015 (argent par équipe et bronze en individuel) ;
- aux championnats du monde 2014 (bronze en individuel et par équipe).

Aux Jeux Paralympiques de Rio en 2016, Il remporte à nouveau la médaille de bronze en individuel. Il confirme les années suivantes :
- aux championnats d’Europe 2017 (argent par équipe et en individuel) et 2019 (argent par équipe et en individuel) ;
- aux championnats du monde 2017 (argent par équipe).

Il participe en 2021 à ses 4es Jeux Paralympiques et remporte la médaille de bronze par équipe (classe 4-5). Son parcours en 2024 à Paris pour ses 5es Jeux Paralympiques le conduit au bronze en double mixte (XD7) avec Flora Vautier.

## Côté professionnel
Engagé et déterminé, Florian a effectué toute sa scolarité dans des établissements valides. Il obtient son bac en 2003 puis un BTS en comptabilité. En parallèle, il devient également entraineur de tennis de table à Grand Quevilly à partir de 2004 (Brevet d’Etat d’éducateur sportif).
En 2015, la FF Handisport lui permet de devenir cadre des Ressources Humaines dans une entreprise aéronautique (Daher) à Paris. Rencontrant des difficultés à allier ce poste avec sa carrière sportive internationale, il rejoint le Conseil Départemental de la Seine Maritime en tant que chargé de communication.  
En 2016, il participe à l'émission Recherche appartement ou maison sur M6 où l'animateur et agent immobilier Stéphane Plaza lui vient en aide pour trouver et acheter une maison.
En 2021, il participe à l'émission À prendre ou à laisser sur C8 avec Cyril Hanouna.

## Ses engagements
- Depuis 2016, Florian est « Ambassadeur du Sport, du Handicap et du Sport & Handicap » pour le Département Seine Maritime. Dans ce cadre, il sillonne le territoire et va de collège en collège pour échanger avec les élèves et les professeurs, une démarche pédagogique dont il est lui-même à l’origine.

« J’ai proposé ce projet parce que je crois qu’on peut changer le regard des enfants sur le handicap. Sur tous les handicaps d’ailleurs, pas seulement le mien ! Il faut donc en parler sans tabou et les questions des collégiens, c’est exactement cela. Les adultes n’ont pas cette liberté de ton et jamais ils ne me demanderont par exemple si je suis capable de me laver ou si je peux conduire une voiture…même si eux aussi se posent la question ! Je profite de ces moments pour expliquer également l’importance du sport dans la vie de tous les jours. »

- Florian est également Ambassadeur de l’association Ping sans Frontières[2] depuis 2014. Ping sans Frontières a pour objectif de récupérer du matériel pongiste et de le donner aux pays défavorisés.

- Florian est Parrain de MAPATHO[3] : Boite à outils collaborative, MAPATHO.COM permet de trouver facilement et rapidement le soignant expert de différentes pathologies.

## Palmarès

### Jeux paralympiques
- 2008 - Pékin :  médaille d’or par équipe
- 2012 - Londres :  médaille de bronze par équipe / 4e en simple
- 2016 - Rio :  médaille de bronze en simple
- 2021 - Tokyo :  médaille de bronze par équipe
- 2024 - Paris :  médaille de bronze en double mixte

### Championnat du monde
- 2006 - Montreux (Suisse) : Équipe - médaille d’or
- 2010 - Gwangju (Corée du Sud) : Équipe - médaille d’or
- 2017 - Bratislava (Slovaquie) : Équipe  - médaille d’argent
- 2014 - Pékin (Chine) : Simple - médaille de bronze / Équipe -  médaille de bronze

### Championnats d'Europe
- 2005 - Jesolo (Italie) : Simple - médaille d’or
- 2007 - Slovénie : Simple - médaille d’or / Équipe – médaille d’or
- 2009 - Gênes (Italie) : Simple – médaille d’or / Équipe – médaille d’or
- 2011 - Split (Croatie) : Équipe - médaille d’argent
- 2013 - Lignano (Italie) : Simple - médaille de bronze / Équipe - médaille d’or
- 2015 - Velje (Danemark) : Simple - médaille de bronze / Équipe - médaille d’argent
- 2017 - Lasko (Slovénie) : Simple - médaille d’argent / Équipe - médaille d’argent
- 2019 - Helsingborg (Suède) : Simple - médaille d’argent / Équipe - médaille d’argent

### Championnats de France
- Individuel : 11 titres
- Double hommes : 7 titres
- Double mixte : 5 titres

### Distinctions personnelles
- 2008 : Chevalier de la Légion d’Honneur
- 2010 : Élu Athlète de l’année - département Seine Maritime (handisport et valide) par les internautes.
- 2016 : Choisi comme Ambassadeur du Team Normandie, qui regroupe tous les athlètes de haut niveau normands